# 森七菜
森 七菜（もり なな、2001年8月31日 - ）は、日本の女優、歌手。所属事務所はアーブル→ソニー・ミュージックアーティスツ（エージェント業務提携）、所属レーベルはソニー・ミュージックレコーズ内のgr8!records。
大分県出身。

## 経歴
大阪府で生まれ、同府枚方市で幼少期に5年ほど過ごし、両親の離婚をきっかけに大分県に移り住んだ。
9歳ごろに引っ越して住んだ家が掘っ立て小屋のような家で、畳の間からカイワレ大根が生えていたり、お風呂場にナメクジが住んでいたりする住居で当初はびっくりしたが、大分で買う食材の魚がとても美味しかったことや、大阪時代の友人と文通をしていたこと、大分の同級生がとても優しくしてくれたことから新しい環境による不安な感情は少しずつ減っていった。
2016年に当時中学3年生の時に森が大分市内で家族と食事をしていた際、アーブルのマネージャーにスカウトされ、森自身元々役者になることを考え独学で芝居の勉強をしていたこともあり、東京でオーディションを受けることを目的にアーブルへ入所した。事務所所属後、行定勲がメガホンを取ったネスカフェのWebCMにオーディションで選ばれ、活動を開始することになった。
2017年6月、Amazonプライム・ビデオで配信の園子温オリジナルドラマ『東京ヴァンパイアホテル』で後半から登場する少女・アカリ役に抜擢され、役者デビュー。このオーディションはデビューの半年後に行われたものであった。
同年7月、映画『心が叫びたがってるんだ。』で映画初出演、同年10月期の日本テレビ系連続ドラマ『先に生まれただけの僕』でテレビドラマ初出演。デビューして半年でオーディションに次々と勝ち抜いていったことから、「オーディションにめっぽう強い15歳」と紹介された。大分から東京へ移動する間にオーディションや参加作品の台本を読み込み、東京から大分へ戻る間に高校のテスト勉強や進級に必要な課題をこなす日々を送る。
2018年4月期に放送されたNHK土曜ドラマ『やけに弁の立つ弁護士が学校でほえる』に出演した際、女子生徒4人による執拗で陰湿ないじめを苦に自殺未遂を起こしてから、弁護士と対話を重ねることで精神的に回復していくまでの逡巡や心の動きを繊細に表現した演技が評価された。
同年8月、2020年公開の岩井俊二による映画『ラストレター』にオーディションを経て出演することが発表された。プロデューサーの川村元気は「自信のある新人ですね。岩井監督が『この子しかいない』と選んだのが彼女だった。本当に素晴らしい才能です」と出演発表時にコメントした。
同年12月に行われた新海誠によるアニメーション映画『天気の子』製作発表会見にて、ヒロイン天野陽菜役に2,000人以上の主人公とヒロインの声優オーディション参加者の中から抜擢されたことが明らかになった。
2019年11月、『日経トレンディ』（日経BP社）の「来年の顔」に選ばれる。同月、第98回全国高等学校サッカー選手権大会の15代目応援マネージャーに就任。決勝前日の番組内で、大分代表として同大会に出場していた大分高等学校に在学中であると公表し、同校サッカー部マネージャーが森の親友であったことから2人のやりとりも放送された。
2020年1月、映画『ラストレター』の主題歌「カエルノウタ」を歌う歌手として、ソニーミュージックよりメジャーデビューした。
同年3月、第14回声優アワードで新人女優賞を受賞。同年度前期放送の『エール』でヒロインの妹役である梅としてNHK連続テレビ小説に初出演。「夢だった連続テレビ小説に出演させていただけること、憧れの二階堂ふみさんとお芝居させていただけること、本当に嬉しい気持ちでいっぱいです。撮影期間を精いっぱい、梅として生きていきたいです」とコメントしている。
同年7月、大塚製薬「オロナミンC」CM内で使用されている楽曲「スマイル」を、ホフディランのプロデュースを受けてカバーし、配信限定リリースした。
同年8月31日、自身の誕生日にファースト写真集『Peace』を発売。同年12月にはORICON NEWS発表の「2020年 ブレイク女優ランキング」において第1位に選出された。
同年10月スタートの『この恋あたためますか』（TBS）で連続ドラマ初主演を務め、第106回ザテレビジョンドラマアカデミー賞主演女優賞を受賞した。
2021年1月15日、Instagramが閉鎖され、退所後にしばらく無所属の状態が続いた。その後、元々レーベル契約をしていた関係からソニー・ミュージックアーティスツ（SMA）へ移籍する可能性があるといった内容の報道があったが、同月24日、SMAとエージェント業務提携という個人契約を結んだことが公式サイトで発表された。
2022年9月、『㐂〜よろこび〜』と題した初ライブを地元・大分と東京で開催し、昔からラジオやイベントなどで話していた「いつかライブをする」というファンとの約束を果たした。
2023年1月、是枝裕和監督が総合演出・脚本を担当したNetflixシリーズ『舞妓さんちのまかないさん』が配信され、出口夏希と共に主演を務めた。最終的なキャスティングを決定した総監督の是枝裕和はNetflixが主催した制作発表の場において「彼女の中には小さな樹木希林がいる」と森の演技についてコメントをしている。
2023年7月期の『真夏のシンデレラ』でフジテレビ「月9」初主演（間宮祥太朗とダブル主演）。
2024年3月12日発売の写真集『WANDERLUST』（宝島社）の撮影は、出演の映画『四月になれば彼女は』（3月22日公開）の監督の山田智和が映画の撮影と平行して務め、ボリビアやチェコなど計10か国を21日間で巡った旅の様子を収めている。

## 人物
- 趣味は筋トレやランニング、ダンス、ギターによる弾き語り[36][37][1]。特技はイラスト描き[7]。左利き[38]。
- 東京に上京してからは最寄りに映画館やミニシアターが多くなったことから映画を劇場で見れるタイミングが増え、オフの日は一日中映画館を回って映画を見たり、家にいる時も過去の映画作品やドラマを見ていることが多い[39][40][7]。
- 小学生の頃に両親が離婚しており、父親と過ごす時間は少なかったが時々父と一緒に旅行へいく[6]。
- 弟が1人いる。昔から親が忙しい時には森が弟にご飯を作ってあげることがあり、ある時手際が悪いながらも冷蔵庫にあるものをかき集めてチャーハンを作った際に弟から「めちゃめちゃ美味しい」と言われ嬉しかった経験から、料理をすることが楽しくなった[36][8][1][7]。逆に弟は昔から森が忘れた洗濯物をハンガーにかけて干してくれていたり、いつのまにか上着や私服を自分の分と一緒に綺麗に畳んでおいてくれることが多い[7][41][9]。
- 大阪時代から現在もずっと深い交友が続いている友人曰く、大阪時代の森は元気でとにかく活発な子という感じだったが、大分まで遊びに行った小・中学生の頃には落ち着いた雰囲気になっていてびっくりしたと述べている[42]。また、大分の小学校時代から深い交友が続いている友人はよく森と一緒に学校の帰り道の誰もいない大きな土手で歌いながら帰っていたと振り返っている。加えて、森が関わった楽曲では「深海」という曲が1番森という人を表現しているように感じるため、とても好きでずっと聴いていると言われている[43][9]。
- 大阪の枚方市に住んでいた幼少期はTOHOシネマズ梅田で映画を見たり、その隣のHEP FIVEやひらかたパークに時々連れて行ってもらっていた[5][7]。
- 9歳ごろに大分へ引っ越してからは近所の河原や川辺で近所の友達と水溜り相撲やトランプ、人狼ゲームをして遊んでいた[7][8]。
- 小説は東野圭吾や赤川次郎などのサスペンスや推理小説作家の作品を好んで学生時代の頃から読んでいたり、役者として活動するようになった後は友人や撮影現場の人たちが薦めてくれた小説や本を読むことが多くなった[39][7]。また、川内倫子など色々な写真家が発表した写真集なども読むことが多い[37]。
- 尊敬している役者は満島ひかり、二階堂ふみ、杉咲花[44]。
- また、大好きな役者に広瀬すずの名前を挙げており、『ラストレター』で共演した際に手紙を渡し、広瀬から返信を貰うなどのやりとりがあった[45]。
- 坂元裕二が脚本を担当している作品が昔から好きなため[2]、本格的に役者の活動を始める以前から坂元が脚本を担当した作品の脚本を覚え、出演している役者の台詞回しや仕草、表情などの演技を観察し、友人に見てもらいながらそれらの芝居を実演するといった方法によって芝居の練習をしていた[6][7][46][9]。
- 落ち込んだ時の対処法は寝ること[47]。
- ホフディランが作詞作曲したアニメ『こちら葛飾区亀有公園前派出所』の初代エンディングテーマである『スマイル』をカバーすることになり、当初は「(歌詞のように)いつでもスマイルでいるのは難しいよなぁ」と感じてしまうことも多かったが、自身のラジオ番組宛や自身宛に「うちの子がスマイル大好きで、森七菜さんのことをスマイルのお姉さんと呼んでいます」「緊張しいなので気合いを入れるためによく聞いています」という手紙がよく送られてきたことから、カバーさせてもらえて良かったなと感じることが増えたという[48][9][49]。また、森自身は「笑いたくない時に無理して笑う必要はなく、自然と笑いたい時に笑う笑顔が素敵だと思います」とインタビューの質問には答えている[49][9]。
- 苦手なことは急に脈絡もなく大きな声で怒鳴られることだが、一方で演技の仕事に関連したことで真剣に怒ってくれたり、厳しく演技の指導をしてもらえる場面ではとても勉強になることが多く、そういった緊張感のある現場にも参加していきたいと話している[47][7][9][50]。

### 演技について
- 監督側から「こうしてほしい」という役作りの指定が無い時の基本的な役作りの仕方については、監督の過去の作品や共演する人たちが出ていた作品をクランクイン前にできるだけ視聴したり、台本を何度も読み込み自身のセリフ部分を録音アプリに吹き込んでニュアンス、音の感じやバリエーションをつかむために何度も言い直したり聞き直す作業をすることが多い。また、個人的に注意をしなくてはいけないシーンについてあらかじめ台本に書き込みをしていきながら、原作がある作品については原作が漫画なら印象的なキャラの表情や佇まい、小説なら重要だったり印象的な描写部分をコピーし、自身の台本に貼り付けている[7][9][51][52]。
- クランクイン後には台本やノートに監督、現場のスタッフ、共演者の人たちに教えてもらったことやその際に自分の考えたことをどんどん書き込むことを意識している。また、思いついた演技上のアイデアは監督や共演者にやってみても大丈夫か確認し、実際にやってみた後はそれについての周囲のアドバイスや話をよく聞き、それを自身の芝居に生かしていくという方法で撮影現場に臨んでいる[53][7][52][51]。

## 受賞歴

### 映画
- 2019年度
  - 第14回声優アワード 新人女優賞（『天気の子』）[54]
- 2020年度
  - 第12回TAMA映画賞 最優秀新進女優賞（『ラストレター』『青くて痛くて脆い』『地獄少女』『最初の晩餐』）[55]
  - 第42回ヨコハマ映画祭 最優秀新人賞（『ラストレター』『461個のおべんとう』『青くて痛くて脆い』）[56]
  - 第44回日本アカデミー賞 新人俳優賞（『ラストレター』）[57]
- 2021年度
  - 第45回エランドール賞 新人賞[58]

### ドラマ
- 第106回ザテレビジョンドラマアカデミー賞 主演女優賞 （『この恋あたためますか』）[26]

### その他
- 『日経トレンディ』（日経BP社）の2019年度「来年の顔」に選ばれる[59]
- オリコンが発表した「2020年 ブレイク女優ランキング」において1位に選出された[60]
- 第32回 日本ジュエリーベストドレッサー賞 10代部門（2021年）[61]

## 出演

### 映画

#### 長編映画
- 心が叫びたがってるんだ。（2017年7月22日、アニプレックス） - 仁藤菜月（中学時代） 役[62]
- 東京喰種トーキョーグール【S】（2019年7月19日、松竹） - 小坂依子 役[63]
- 最初の晩餐（2019年11月1日、KADOKAWA） - 東美也子（少女時代）役[64]
- 地獄少女（2019年11月15日、ギャガ） - 市川美保 役[65]
- ラストレター（2020年1月17日、東宝） - 岸辺野颯香、遠野裕里（高校時代）役[66]
- 青くて痛くて脆い（2020年8月28日、東宝） - 西山瑞希 役[67]
- 461個のおべんとう（2020年11月6日、東映） - 仁科ひろみ 役[68]
- ライアー×ライアー（2021年2月19日、アスミック・エース） - 高槻湊 役（松村北斗〈SixTONES〉とのダブル主演）[69]
- 銀河鉄道の父（2023年5月5日、キノフィルムズ） - 宮沢トシ 役[70][71]
- 君は放課後インソムニア（2023年6月23日、ポニーキャニオン） - 曲伊咲 役（奥平大兼とのダブル主演）[72][73]
- MARINES DOCUMENTARY 2023 今日をチャンスに変える。（2023年12月29日、ユナイテッド・シネマ） - ナレーション[74]
- 身代わり忠臣蔵（2024年2月9日、東映） - ナレーション[75]
- 四月になれば彼女は（2024年3月22日、東宝） - 伊予田春 役[76][77]
- アット・ザ・ベンチ 第3編（2024年11月15日、SPOON）
- ファーストキス 1ST KISS（2025年2月7日、東宝） - 世木杏里 役[78]
- 国宝（2025年6月6日、東宝） - 福田彰子 役[79]
- フロントライン（2025年6月13日、ワーナー・ブラザース映画） - 羽鳥寛子 役[80]
- 秒速5センチメートル（2025年10月10日公開予定、東宝） - 澄田花苗 役[81]
- 炎上（2026年春公開予定、ナカチカピクチャーズ） - 主演・小林樹里恵 役[82]

#### 短編映画
- TIFFANY BLUE（2019年10月31日公開、ギークピクチュアズ） - モカ 役（仲野太賀とのダブル主演）[83]
- リトルレター（2019年12月23日公開、ネスレシアター） - 主演[84]
- ここではないどこかで（2020年3月29日公開、じゃらん公式YouTubeチャンネル） - 雪 役[85][86]

#### 配信映画
- パレード（2024年2月29日、Netflix） - ナナ 役[87]

### テレビ

#### テレビドラマ
- 先に生まれただけの僕（2017年10月14日 - 12月16日 、日本テレビ） - 一ノ瀬由衣 役[88]
- やけに弁の立つ弁護士が学校でほえる 第4話 - 最終話（2018年5月12日 - 26日、NHK総合） - 山下未希 役[89]
- 魔法×戦士 マジマジョピュアーズ! 第7話（2018年5月13日、テレビ東京） - 永田マチコ 役[90]
- イアリー 見えない顔（2018年8月4日 - 9月8日、WOWOW） - 中尾みすず 役[91]
- 獣になれない私たち 第5話（2018年11月7日、日本テレビ） - 花井千春（独身時代） 役
- 3年A組-今から皆さんは、人質です-（2019年1月6日 - 3月10日、日本テレビ） - 堀部瑠奈 役[92]
- 少年寅次郎 第3話（2019年11月2日、NHK総合） - さとこ 役[93]
  - 少年寅次郎スペシャル 前編（2020年12月4日）[94]
- ニッポンノワール-刑事Yの反乱- 第9話（2019年12月8日、日本テレビ） - 堀部瑠奈 役[注 3][95]
- SUITS／スーツ Season2 第1話（2020年4月13日、フジテレビ） - 上杉夏美 役[96]
- 連続テレビ小説 エール（2020年3月30日 - 11月27日、NHK） - 関内梅 役[21][22]
- あのコの夢を見たんです。 第3話「透明人間」（2020年10月17日〈16日深夜〉、テレビ東京） - 本人 役[97]
- この恋あたためますか（2020年10月20日 - 12月22日、TBS） - 井上樹木 役[25]
- 世にも奇妙な物語'21秋の特別編 「優等生」（2021年11月6日、フジテレビ） - 宮本明日香 役[98]
- 逃亡医F（2022年1月15日 - 3月19日、日本テレビ） - 沢井美香子 役[99]
- ガリレオ 禁断の魔術（2022年9月17日、フジテレビ） - 倉坂由里奈 役[100]
- 真夏のシンデレラ（2023年7月10日 - 9月18日、フジテレビ） - 蒼井夏海 役（※間宮祥太朗とダブル主演）[34]
- ノンレムの窓 2023・冬 第1話「野崎さんの夢」（2023年12月25日、日本テレビ） - 野崎早苗 役[101]
- ほんとにあった怖い話 25周年スペシャル「暗澹の部屋」（2024年8月17日、フジテレビ） - 遠山詩織 役[102]
- ひらやすみ（2025年秋〈予定〉 - 、NHK総合） - 小林なつみ 役[103]

#### MC・ナビゲーター
- 森七菜の高校サッカー魂（2019年12月29日 - 2020年1月13日、日本テレビ） - MC
- ZIP!（2020年8月7日 - 28日、日本テレビ） - 月替わりの金曜パーソナリティー[104][105]
- NHKスペシャル『2030 未来への分岐点』（2021年1月9日・2月7日・28日、NHK総合） - ナビゲーター[106]
- 胸キュン検定!（2021年2月20日、TBS） - MC（かまいたちと担当）[107]
- めざましテレビ（2023年7月10日・24日・31日、フジテレビ） - マンスリーエンタメプレゼンター[108]

#### 音楽特番
- シブヤノオト（NHK総合）
  - シブヤノオト and more FES.2020（2020年10月10日）[109]
- ミュージックステーションスーパーライブ（テレビ朝日）
  - ミュージックステーション ウルトラ SUPER LIVE 2020（2020年12月25日）[110]
  - ミュージックステーション SUMMER FES（2021年8月20日）
  - ミュージックステーション 4時間スペシャル（2022年9月23日）

#### バラエティ・ドキュメンタリー
- うわっ!ダマされた大賞! 3時間生放送!2020年の顔に超超ド級ドッキリ連発SP（2020年12月27日、日本テレビ） - 審査委員長
- アナザースカイ（2024年2月3日、日本テレビ） - ゲスト（訪問地：ペルー・ナスカの地上絵、ボリビア・ウユニ塩湖）[111]

### 配信ドラマ
- 東京ヴァンパイアホテル 第8話 - 最終話（2017年6月16日配信開始、Amazonプライム・ビデオ） - アカリ 役[112]
- 舞妓さんちのまかないさん（2023年1月12日、Netflix） - 野月キヨ 役（出口夏希とダブル主演）[113]

### 劇場アニメ
- 天気の子（2019年7月19日、東宝） - 天野陽菜 役[114]

### 舞台
- 全国へゆこうか!朗読ジャーニー「詠む読む」〜坂元裕二の詠む言葉と 満島ひかりは読む旅にでる〜（2019年11月28日、愛媛・内子座）

### ラジオ
- オールナイトニッポン0(ZERO)（2020年1月2日、ニッポン放送）[115]
- ガクのネ 森七菜のけっこうおもしろいラジオ（2020年3月23日 - 4月27日 ※4月20日を除く毎週月曜日放送、ニッポン放送）[116][117][118]
- 『SCHOOL OF LOCK!』内「森七菜のGIRLS LOCKS!」（2021年4月12日 - 、TOKYO FM・JFN） - 毎月2週目担当[119]

### 広告・CM
- ネスカフェ 「ゴールドブレンド バリスタi」（2016年10月 - 2017年9月）[120][121]
- サントリー「南アルプスの天然水」×『天気の子』（2019年）
- ソフトバンク ×『天気の子』（2019年）
- ロッテ
  - 「クーリッシュ」×『天気の子』（2019年）
  - 「パイの実」（2021年）
  - 「雪見だいふく」（2022年）
  - 「爽」（2022年 - 2025年）[122][123][124][125]
- 日清食品「カップヌードル」×『天気の子』（2019年）
- バイトル ×『天気の子』（2019年）
- ネスレ 「キットカット」 ×『ラストレター』（2019年）[84]
- 第98回全国高等学校サッカー選手権大会（2019年度） - 15代目応援マネージャー[16]
- 日本医師会「なな色健康家族」（2020年）[126]
- 日本防火・危機管理促進協議会 防火ポスター[127]
  - 2020年秋（11月9日-11月15日）
  - 2021年春（3月1日-3月7日）
- 大塚製薬「オロナミンC」（2020年 - ）
- 三井不動産商業マネジメント「ららぽーと」（2020年）
- フジパン
  - 「スナックサンド」（2020年）
  - 「ネオバターロール」（2024年）
- NTTドコモ「ahamo」（2021年）
- 花王「ソフィーナ プリマヴィスタ」（2022年）
- サンヨー食品「サッポロ一番みそラーメン」（2024年）[128]
- バンダイ「ドラゴンボールスーパーカードゲーム フュージョンワールド」（2024年）[129]

### ナレーション
- 映画公開記念特番 天気の子 前線（2019年9月14日 - 29日、民放各局）
- [ALEXANDROS] 18祭（2019年12月21日、NHK）[130][131]
- ふたりに見えているこの空の下 新海誠✕岩井俊二（2020年4月7日、日本映画専門チャンネル）[132]
- おじさんはカワイイものがお好き。（2020年8月13日 - 9月10日、読売テレビ）[133]
- スポーツ×ヒューマン『私たちは終わらない  高校3年  最後の夏』（2020年9月14日、NHK BS1）

### 朗読
- 小説 天気の子オーディオブック（2020年8月28日、KADOKAWA）

### ミュージックビデオ
- Rihwa 「ミチシルベ」（2017年9月）[134]
- マカロニえんぴつ 「青春と一瞬」（2019年3月）[135]
- Qyoto 「夏の雪」（2019年9月）[136]

### ライブ
- もりななLIVE 2022 「㐂〜よろこび〜」（2022年9月24日、大分・T.O.P.S Bitts HALL / 9月27日、東京・harevutai）[30][31]

## 書籍

### カレンダー
- 森七菜 カレンダー 2020（2019年11月30日、ハゴロモ）[137][138]

### 写真集
- Peace（2020年8月31日、ギャンビット、撮影：塩原洋）ISBN 978-4-907462-49-9[139]
- WANDERLUST（2024年3月12日、宝島社、撮影：山田智和）[35]

## ディスコグラフィ

### シングル

#### CDシングル
|          | 発売日        | タイトル     | 形態 | 規格品番   | 最高位            | 最高位 | 収録アルバム | RIAJ認定 |
| オリコン | 発売日        | タイトル     | 形態 | 規格品番   | Billboard Hot 100 |        | 収録アルバム | RIAJ認定 |
| -------- | ------------- | ------------ | ---- | ---------- | ----------------- | ------ | ------------ | -------- |
| 1st      | 2020年1月15日 | カエルノウタ | CD   | SRCL-11339 | 26位              |        | アルバム     |          |

#### 配信限定シングル
|                      | 配信日         | タイトル                             | 規格                   | 最高位            | 最高位 | 収録アルバム | RIAJ認定 |  |
| オリコン             | 配信日         | タイトル                             | 規格                   | Billboard Hot 100 |        | 収録アルバム | RIAJ認定 |  |
| -------------------- | -------------- | ------------------------------------ | ---------------------- | ----------------- | ------ | ------------ | -------- |  |
| 1st                  | 2020年7月19日  | スマイル                             | デジタル・ダウンロード |                   |        | アルバム     | シルバー |  |
| 2nd                  | 2021年1月20日  | スマイル -WINTER MIX-                | デジタル・ダウンロード |                   |        |              |          |  |
| 3rd                  | 2021年8月20日  | 深海                                 | デジタル・ダウンロード | アルバム          |        |              |          |  |
| 4th                  | 2021年10月27日 | 背伸び                               | デジタル・ダウンロード | アルバム          |        |              |          |  |
| 5th                  | 2022年6月22日  | bye-bye myself                       | デジタル・ダウンロード | アルバム          |        |              |          |  |
| THE FIRST TAKE MUSIC |                |                                      |                        |                   |        |              |          |  |
| -                    | 2022年11月25日 | bye-bye myself - From THE FIRST TAKE | デジタル・ダウンロード |                   |        | 未収録       |          |  |
| -                    | 2022年11月25日 | スマイル - From THE FIRST TAKE       | デジタル・ダウンロード |                   |        | 未収録       |          |  |

### アルバム

#### オリジナルアルバム
|     | 発売日        | タイトル | 販売形態              | 規格品番     | 最高位 |
| --- | ------------- | -------- | --------------------- | ------------ | ------ |
| 1st | 2022年8月31日 | アルバム | CD+Blu-ray+Photo Book | SRCL-12230/2 | 16位   |
| 1st | 2022年8月31日 | アルバム | CD                    | SRCL-12233   | 16位   |

### 参加楽曲
| 楽曲名                                                           | 発売日        | アーティスト名義 | 収録作品名                                               | レーベル                 | 規格品番  | 備考                               |
| ---------------------------------------------------------------- | ------------- | ---------------- | -------------------------------------------------------- | ------------------------ | --------- | ---------------------------------- |
| Hana Uta キヨのはなうた オープニングテーマ                       | 2023年1月18日 | 菅野よう子       | 「舞妓さんちのまかないさん」オリジナル・サウンドトラック | Captain Duckling Records | DDCZ-2293 | 主人公キヨとして、ハミングでの参加 |
| End Theme of “The Makanai” 舞妓さんちのまかないさん エンドテーマ | 2023年1月18日 | 菅野よう子       | 「舞妓さんちのまかないさん」オリジナル・サウンドトラック | Captain Duckling Records | DDCZ-2293 | 主人公キヨとして、ハミングでの参加 |

## タイアップ一覧
| 起用年 | 楽曲         | タイアップ                          | 映像            |
| ------ | ------------ | ----------------------------------- | --------------- |
| 2020年 | カエルノウタ | 東宝配給 映画「ラストレター」主題歌 | [ 142 ] [ 143 ] |
| 2020年 | スマイル     | 大塚製薬 「オロナミンC」CM          | [ 144 ] [ 145 ] |